# Интимак (Толебійський район)
Интима́к (каз. Ынтымақ) — село у складі Толебійського району Туркестанської області Казахстану. Входить до складу сільського округу Бірінші Мамира.
До 1992 року село називалось Красне.
Населення — 962 особи (2021; 1065 у 2009, 1054 у 1999, 1050 у 1989).